# Caranusca
Caranusca é um gênero de traça pertencente à família Arctiidae.